# Fakó álvámpír
A fakó álvámpír (Macroderma gigas) az emlősök (Mammalia) osztályának a denevérek (Chiroptera) rendjéhez, ezen belül az álvámpírok (Megadermatidae) családjához tartozó Macroderma nem egyetlen faja.

## Elterjedése
Ausztrália északi részén honos.

## Életmódja
A fakó álvámpír vérrel és más állatokkal táplálkozó denevérfaj. Ezért is kapta az álvámpír nevet, mert a "vérszívás" után áldozatát meg is eszi, míg a vámpírok csak a vért eszik meg. Kis emlősöket, madarakat és más denevéreket is elfogyasztanak.

## Megjelenése
Szárnyfesztávolsága 60 centiméter, súlya 130–220 gramm. Világos színű bundája van.